# Вика мишачий горошок
Вика мишачий горошок, горошок мишачий, вика багатоквіткова (Vicia cracca) — вид квіткових рослин родини бобові (Fabaceae).

## Опис
Квітконоси з китицею за довжиною дорівнюють листкам або трохи перевищують їх. Листочки розміщені в одній площині. Квітки на коротких квітконіжках без покривних листків і приквіток, в однобоких пазушних китицях з довгими квітконосами, які за довжиною дорівнюють суцвіттю або перевищують його. Чашечка світло-бузкова, неправильна, з 5 зубцями, з яких два верхні широко-трикутні, короткі, інші майже шилоподібні, з них нижній — найдовший. Віночок теж світло-бузковий, 1-1,5 см завдовжки. Прапорець (вітрило) з дуже коротким нігтиком. Нижня половина відгину широко-овальна із загнутими всередину краями, які охоплюють нігтики решти пелюсток, верхня половина обернено-яйцеподібна, на верхівці виїмчаста, з темними поздовжніми жилками, на початку цвітіння вздовж складена, притиснута до крил (весел), після запилення відхиляється догори. Крила (весла) з довгими безколірними білуватими лінійними нігтиками, які майже дорівнюють довгастим або ланцетно-видовженим, тупим, ввігнутим з боків відгинами, які несуть при основі широку трикутну лопать. Човник з довго-нігтикових пелюсток, зрослих між собою відгинами, тупий, світло-бузковий, з темною плямою у верхній частині. Андроцей двобратній, тичинкова трубка косо зрізана; пиляки овально видовжені, вільні кінці тичинкових ниток під пиляками різко звужені. Маточка з довгою, стиснутою з боків, в обрисах лінійно-довгастою зав'яззю, з 6-8 насінними зачатками. Нижня частина зав'язі, яка позбавлена насінних зачатків, звужена. Приймочка та верхня частина стилодію, яка розширюється під приймочкою, волосисті. Плід — лінійно-довгастий, брудно-коричневий біб, який розкривається двома стулками.
Цвіте з травня до осені.

## Поширення та середовище існування
Звичайна в Україні рослина лук, трав'янистих схилів, узлісь та чагарникових заростей, висотою 50-100 см.

## Практичне використання
Відомий з часів Плінія як їстівна рослина. У Польщі, Болгарії, на півдні Румунії та на Балканах в часи неврожайних років та після спустошливих нападів, що знищували посіви, місцеве населення використовувало зерна мишачого гороху в їжу.
З достиглих зерен мололи борошно, що йшло домішкою до хліба та готували крупи для каш, юшок.
Відвар з цілих зерен має солодкуватий, терпкувато-в'язкий слизистий смак. В Англії відвар з мишачого горошку дають немовлятам як прикорм.
Збирають боби одразу як тільки вони пожовкнуть. Висохлі стручки голосно тріскаються і горошини розлітаються на чималу відстань.

## Галерея

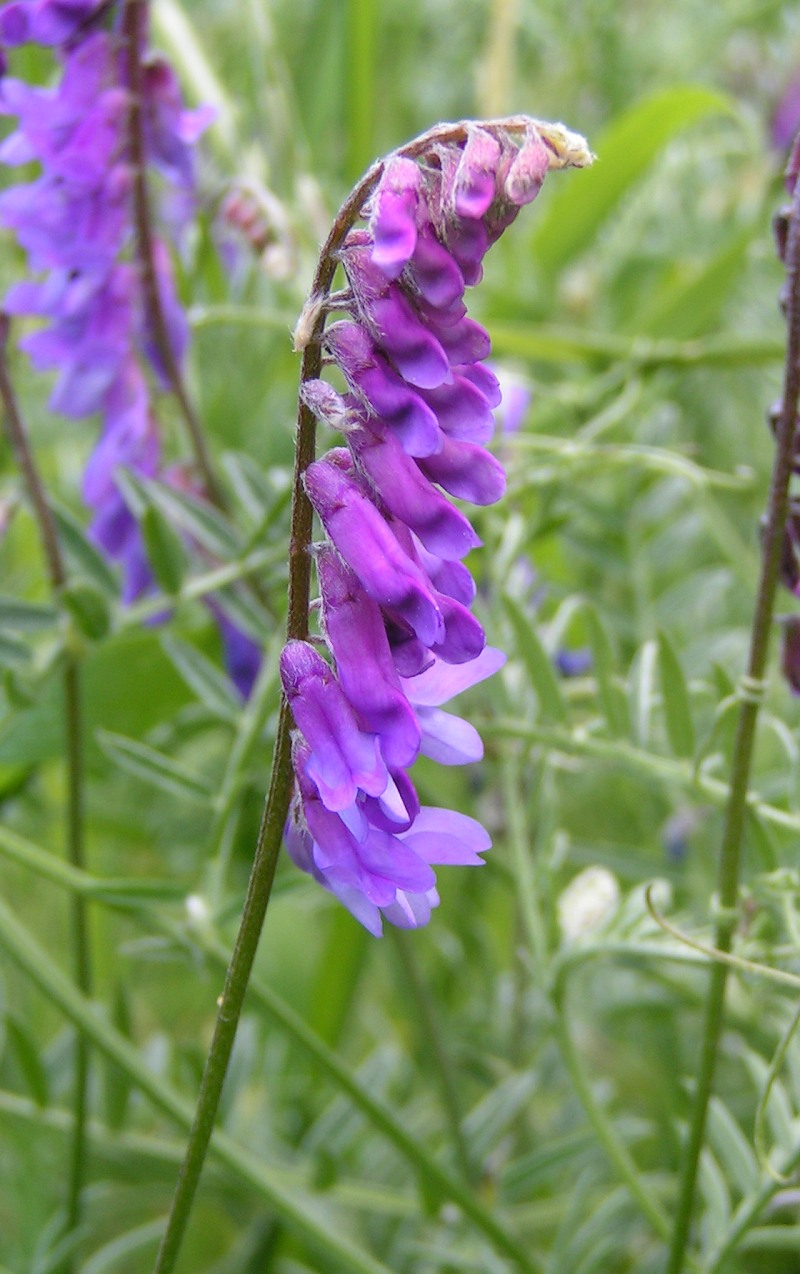
Рослина
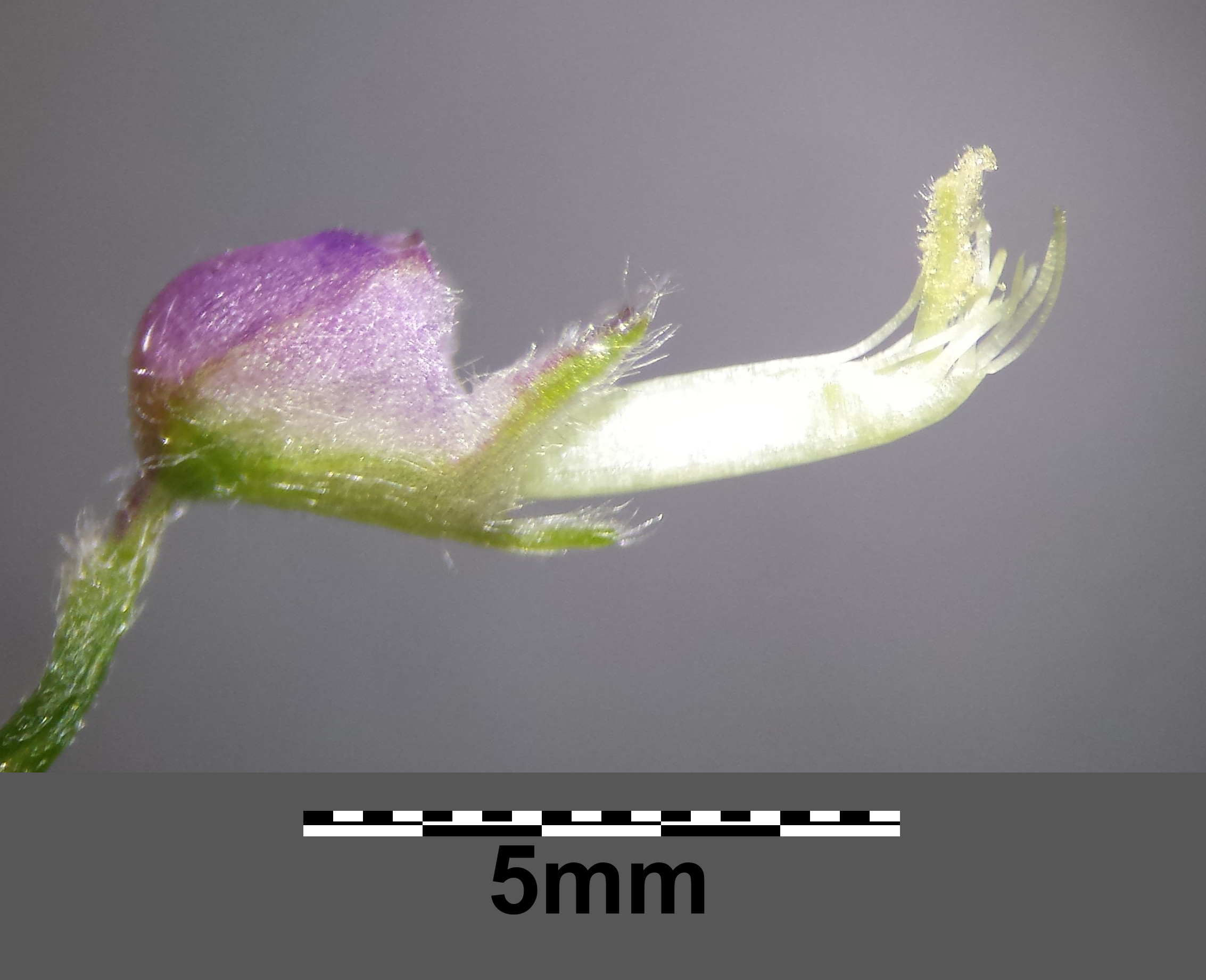
Квітка
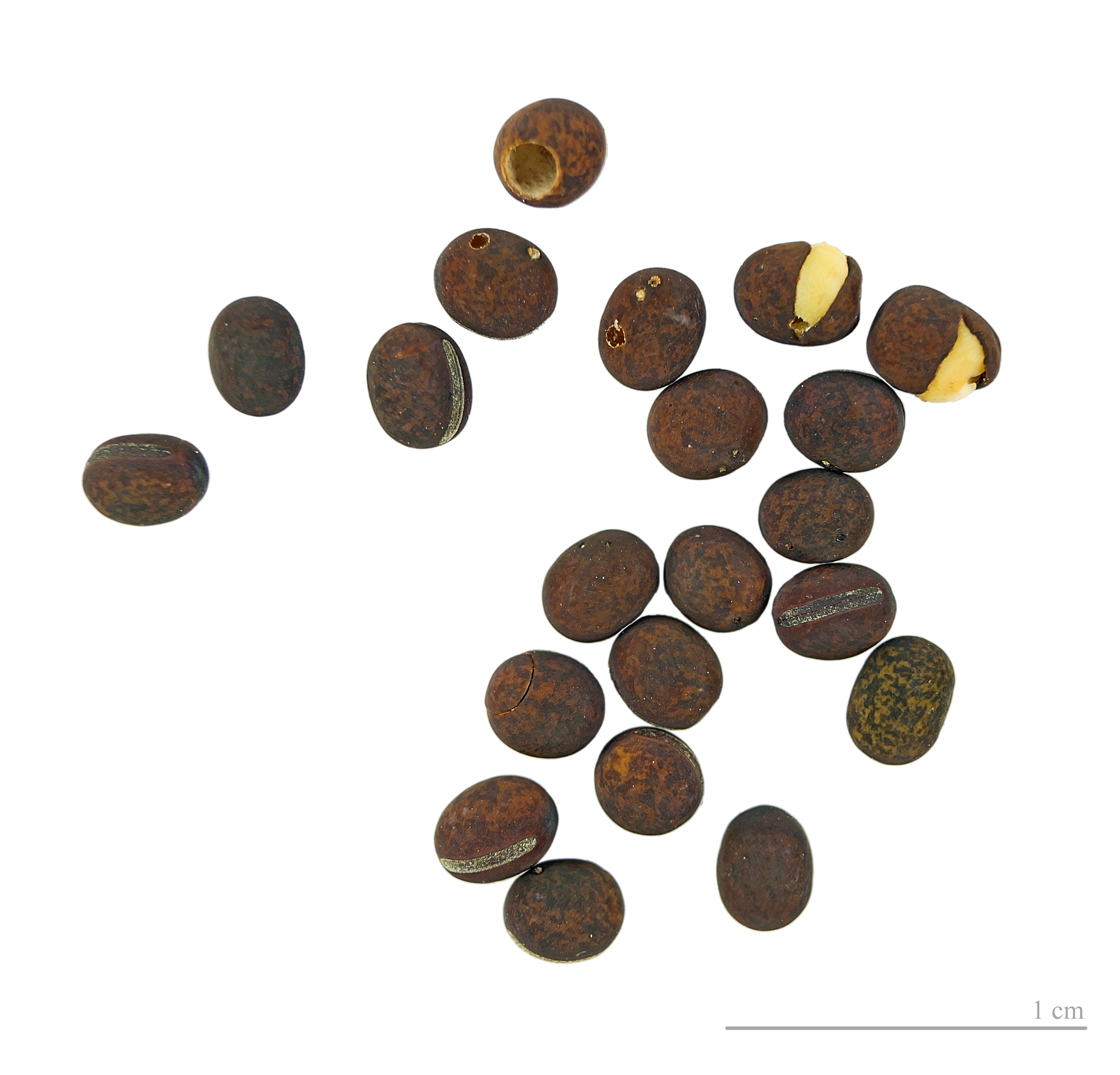
Насіння